# 옴팔로사우루스

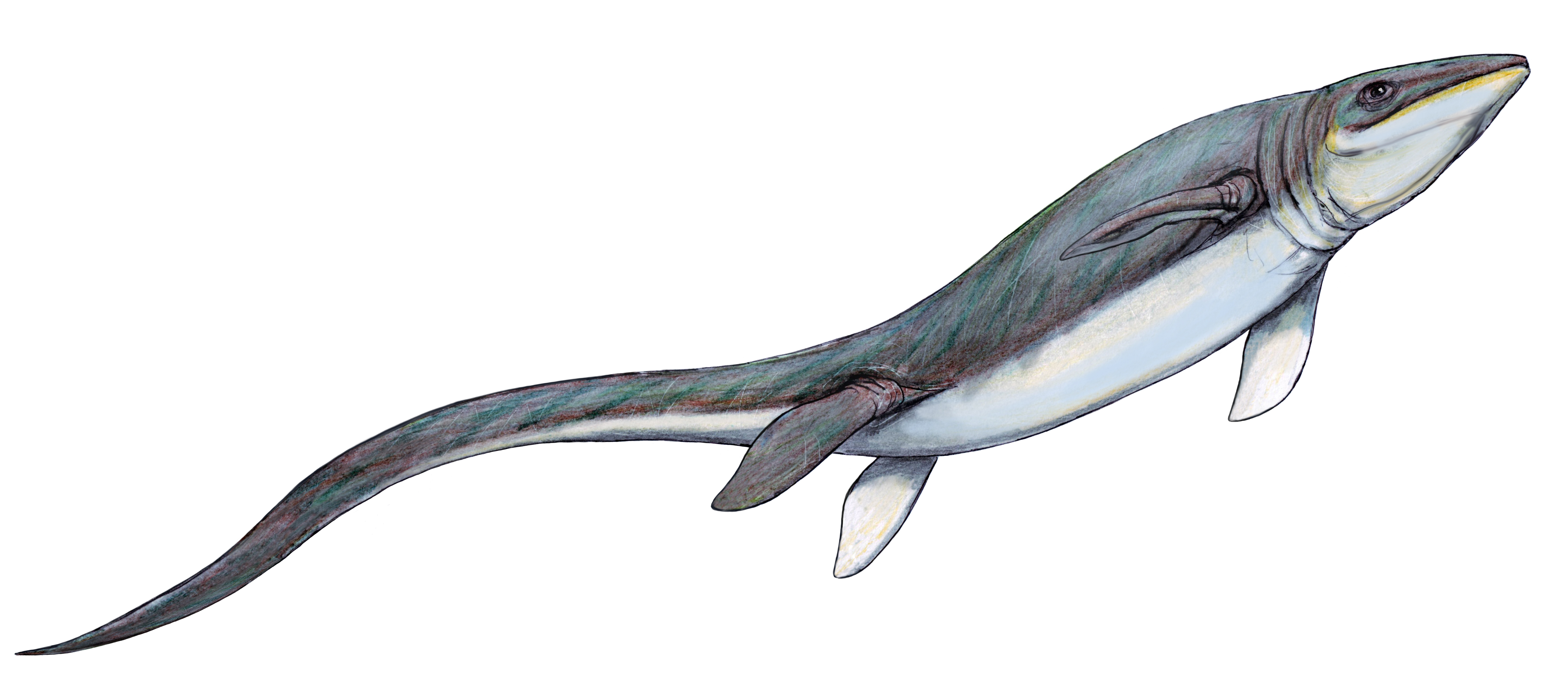

옴팔로사우루스(학명: Omphalosaurus nevadanus)는 어룡목에 옴팔로사우루스과에 속하는 어룡이다. 지금은 멸종된 종으로서 전체적인 몸길이가 4~6m인 거대한 어룡에 속한다.

## 특징
옴팔로사우루스(Omphalosaurus)는 적당히 크고 통통한 해양 파충류로서 다른 익룡에 비해 매우 전문화된 틀니로 가장 잘 알려져 있다. 치아는 단추처럼 생겼으며, 측면으로 보면 돔 모양을 하고 있으며, 오렌지 껍질 질감과 유사한 에나멜 표면이 불규칙한 거의 원형 크라운을 가지고 있다. 개별 치아는 직경이 12mm를 넘지 않으며 서로 90º로 앉아 있는 프리맥실라에만 치판과 틀니로 배열되어 있다. O. nevadanus의 잘 보존되고 매끄러운 팔라틴을 근거로 볼 때, 옴팔로사우루스가 플라코돈츠와 비슷한 팔라틴 치아를 가지고 있었을 가능성은 거의 없다. 그럼에도 불구하고, 옴팔로사우루스 치아는 잠재적으로 수백 개에 이를 수 있으며 두개골 중간선을 따라 집중되어 있다. 각 종마다 치아조직의 정도는 다르지만 O. nevadanus는 가장 깔끔하게 정리된 치아를 가지고 있는데 이것은 어떤 고르지 못한 점에도 불구하고 뚜렷한 줄과 가장 가깝게 닮았다. 다른 종의 치아의 수를 세려는 시도가 있었지만 대부분 외피 표면에 불규칙하게 무늬를 새긴다. 윗니 판은 볼록한 표면을 형성하고 아랫판은 오목한 것이다. 이전에는 짧고 넓은 턱과 강력한 물림력을 가지고 있다고 생각되었지만, 최근의 재건술은 의치성 심포화가 길어지고 약 15º 각도로 연결되어 턱에 긴 'V'자형을 주고 있다. 재구성될 경우엔 O. nevadanus의 아래턱의 길이는 잠재적으로 50 cm를 초과할 수 있다. 턱 파편에서는 옴팔로사우루스가 치아교체율이 높은, 지속적인 마모에 최적화된 치아전지를 갖고 있었다는 사실이 밝혀졌다. 옴팔로사우루스는 미성숙 교체 치아와 성숙한 치아가 에나멜 미세구조를 달리했다는 점에서 이례적이다. 다른 익룡들과 마찬가지로 옴팔로사우루스는 성숙한 치아에 마이크로루닛 에나멜을 가지고 있는 반면, 대체 치아는 주상동 에나멜을 가지고 있다. 이 변형이 어떻게 일어나는지 현재 알 수 없다. 틀니 외에도 옴팔로사우루스는 비교적 잘 알려져 있지 않아 O. 울피에 기인한 적은 수의 갈비뼈와 전치 척추뼈를 절약할 수 있다. 갈비뼈가 붓고 움푹 들어가 있는데 이는 물로 돌아오는 암모테에서 흔히 볼 수 있는 특징이며 척추뼈는 깊은 원형질이다. 옴팔로사우루스는 척추뼈의 중심부에서 신경 아치를 잃었다. 그들의 뼈에는 섬유질이 짜여진 뼈 조직이 있어 뼈의 성장 속도가 빠르다는 것을 알 수 있다. 옴팔로사우루스의 고도로 전문화된 틀니는 그들이 두족류 동물이었음을 나타낸다. 그들의 치아는 심한 마모에 최적화되었고 CT 스캔은 그들이 힘든 다이어트에 대처하기 위해 높은 교체율을 가지고 있었다는 것을 보여준다. 그러나 먹이를 잡는 데 필요한 쥐는 틀니가 부족했고 좁은 턱과 앞니 배치는 껍데기를 깨는 데 필요한 강한 물림력으로 다른 종의 짧고 거대한 두개골과 턱과 일치하지 않는다. 고도로 마모된 치아와 낮은 물림력의 조합은 초식동물이나 오리토포드 공룡과 더 비슷하다. 오르니토포도스와 마찬가지로 옴팔로사우루스는 치아교체율이 높고 이차적인 표면이 매끈하지만 중간 트라이아스기 동안 섬유질 해양식물이 부족해 초식성일 가능성은 낮다. 암몬과 가성질 할로비드 바이발브는 반대로 옴팔로사우루스의 범위와 시기에 흔했고 껍질은 딱딱하지만 얇았다. 샌더와 파버는 옴팔로사우루스가 볼이 살집이 있고 석션 먹이감을 이용하여 의치를 잡는 부족을 보충하고 그리고 나서 껍질 사이로 갈아서 이 동물들을 먹일 수 있도록 할 수 있었다고 가설을 세웠다. 최근의 증거는 그들이 암모나이트를 사냥하는 것을 쌍각형보다 더 집중시켰다는 것을 암시하고 있는데 그 중 후자는 플래코돈트들이 선호한다. 다른 초기 익룡과 마찬가지로 옴팔로사우루스에서도 무균 괴사의 증거가 없어 감압병에 걸리지 않았을 가능성이 높다는 것을 알 수 있다. 로스차일드 등은 이를 트라이아스기 초기에는 큰 수생 포식자가 부족했기 때문에 옴팔로사우루스가 탈출하기 위해 재빨리 잠수할 필요가 없었을 것이라고 풀이했다. 초기 익룡은 물기둥 위아래로 천천히 움직이거나 빠른 수압 변화를 위한 생리학적 보호를 받았을 것이다. 옴팔로사우루스(그리스의 뿌리인 "버튼 도마뱀"에서 단추처럼 생긴 이빨로 초기 트라이아스기부터 중간 트라이아스기까지의 해양 파충류 속주로 이크티오사우루스 순으로 생각된다. 옴팔로사우루스에 대해 알려진 것은 대부분 여러 개의 턱 파편, 갈비뼈, 척추뼈에 바탕을 두고 있다. 옴팔로사우루스의 표본은 미국 서부, 독일, 오스트리아와 노르웨이 북부 해안의 스피츠베르겐 섬에서 설명되어 왔다. 먹이로는 당대에 서식했던 물고기, 갑각류, 두족류 등을 잡아먹고 살았을 육식성의 포식자로 추정되는 종이다.

## 아종과 근연종
옴팔로사우루스는 다음과 같은 아종과 근연종이 존재한다.
- 옴팔로사우루스 네바다누스는 속종의 유형 표본으로 미국 네바다주 훔볼트 산맥의 해양 프리다 형성에서 발견된 두 종 중 하나이다. 옴팔로사우루스 네바다누스는 미국 네바다주 홈볼트 산맥의 지층에서 유래되었고 1906년에 메리안에 의해 처음 묘사되었다. 화석은 앞 경추가 있는 두개골의 하한 부분과 관절뼈를 상실한 하악골의 부분으로 구성되어 있으며 연골 이전에 부러진다. 각, 초사각형, 의치, 이음매가 모두 하악골에 보인다. 다른 종들과는 달리 그것은 의치 후방의 둥근 여백을 가지고 있다. O. nevadanus는 O. nettarhyncus보다 훨씬 크고 더 많은 이빨을 가지고 있다.

- 옴팔로사우루스 넷타린쿠스는 프리다 형성에서 발견된 두 번째 종으로, 중간 트라이아스기 스파시안 침대에서 유래한다. 1987년 마진·부처가 처음 묘사한 것이다. 이 화석은 단편적인 아래턱으로만 이루어져 있지만 O. 넷타린쿠스는 크기가 작고 비교적 작지만 치아가 크며 측면으로 확장된 턱 심포석으로 인해 다른 종과 구별할 수 있다.

- 옴팔로사우루스 메리아미는 스발바르에 있는 해양 스티키 키프 형성에서 유래했으며 2010년 마이슈에 의해 묘사되었다. 그것은 트라이아스기 하류 시대에 살았다. 이 화석은 처음에 페소프테릭스 니세리의 일부라고 생각되었던 턱 파편들로 이루어져 있는데, 그 턱이 분명히 옴팔로사우루스인 것으로 밝혀지기 전까지 그것과 함께 발견되었다. 턱 파편에는 부드러운 에나멜과 플리시덴틴을 함유한 치아뿌리가 3줄로 되어 있다.

- 옴팔로사우루스 sp. 미들 트라이아기의 왼쪽 혹은 독일 프랑코니아의 무셸칼크 특히 간베르크 채석장의 호헨로헤 침상에서 발견되었다. 고 라디니아인 출신으로 1984년 하그돈에 의해 발견되었고, 그 후 1998년 샌더와 파버에 의해 묘사되었다. 이 혹어는 전형적인 익사공룡의 취소 뼈 구조를 보여주었지만, 그것의 특정 종은 여전히 불분명하다.

### 경합종
- 옴팔로사우루스 울피는 레르체크 석회암에 있는 뒤른베르크 산의 북부 알페스에서 발견된 초기 라디니아 종인 미들 트라이아스기이다. 1991년 G. 울프에 의해 발견되었고 1995년 티치에 의해 묘사되었다. 표본은 높이와 폭에 비해 원형이 깊고 짧은 몇 개의 전골 척추뼈, 붓고 속이 비었던 갈비뼈, 부분 관절형 하악골이 있는 탈골 등으로 구성된다. O. 울피의 틀니는 O. 니세리와  상당 부분이 비슷한 반면에 그것의 아래턱 원소는 O. nevadanus와 비슷한데 이것은 중요한 두개골 물질을 가지고 있는 유일한 다른 종이다. 다른 10개의 미확인 두개골 뼈와 유머러스일 수 있는 뼈도 발견되었다. O. 울피는 실제로 산더와 파버에 의해 2003년에 O. cf. nevadanus라고 제안되었지만 마이츠는 두개골 물질에 대한 재조사가 필요하며 O. 울프는 그때까지 종으로 서 있어야 한다고 주장했다.

- 옴팔로사우루스 페예리는 중세 아니시아기 출신이다. 그것은 뤼더즈도르프의 샤움칼크 침대의 다공성 아리스타이트 석회암에 매장되었는데 이는 해안의 서식지일 가능성이 높다는 것을 의미한다. 이 화석은 왼쪽 맥실라의 불완전한 후방으로, 3개의 성숙한 버섯 모양의 이빨과 아래 몇 개의 대체 치아를 가지고 있다. 다른 옴팔로사우루스 종과는 달리, O. 페예리는 기능성이 있는 한 줄에 불과했고 상대적으로 교체 치아는 거의 없었다. 이 때문에 처음에는 전형적인 옴팔로사우루스 치아 모양과 에나멜 왕관의 오렌지 껍질 질감 때문에 2002년 마이스치와 레만에 의해 옴팔로사우루스로 묘사되기 전까지 플래코돈트로 생각되었다. 가장 기초적인 옴팔로사우루스 종으로 생각되지만 플래코돈트 같은 주상동 에나멜 때문에 윈트리히와 샌더에 의해 분류가 논의되고 있다.

### 수정종
- 페소프테릭스 니세리는 2010년 위만이 발견하고 설명한 여러 종으로 구성된 스피츠베르겐 화석으로 현재 O.메리아미의 것으로 추정되는 턱 파편도 포함되어 있다. 위만과 마진에게 O. 니세리(O. niseri)로 여겨졌으나 현재는 이크티오사우루스 성질의 팔다리와 가슴대들 화석을 기반으로 하여 페소페테릭스 자신의 속으로 받아들여지고 있다.

## 생존시기와 서식지와 발견 및 분류
옴팔로사우루스가 생존하였던 시기는 중생대의 트라이아스기 초기와 중기로 지금으로부터 2억 4500만년전~2억년전에 생존했던 종이다. 생존했던 시기에는 북아메리카와 유럽을 중심으로 하는 북부 대서양에서 주로 서식했던 종이다. 최초로 옴팔로사우루스에 대한 화석의 발견은 1902년에 미국 네바다주 V. C. 오스몬트에 의해 발견되었으며 1906년에 존 C에 의해 처음으로 설명되었다. 메리암은 O. nevadanus 화석을 어룡인 이크티오사우루스로 식별하지 않고 대신 플라소돈트나 린토사우루스의 친절을 제안했다. 옴팔로사우루스를 이크티오사우루스로 처음 식별한 것은 1934년의 쿤이었고, 마진은 1983년에 그룹을 정당화했다. 1997년과 2000년에 모타니는 이크시옵테리시아의 기저 시냅토피아가 부족하고 사우로프테리시아의 친근감을 제안하는 것을 들어 이 할당에 반대했다. 그러나 마이스치는 2010년에 새로운 종을 묘사했고 이크티오사우루스와의 친화력을 회복했다. 옴팔로사우루스는 현재 중소형 어룡으로 간주되고 있다. 다른 어룡과 마찬가지로 뚜렷한 횡적 과정이 없는 원형 척추뼈를 깊게 가지고 있으며, 그 중심은 넓이보다 짧다. 옴팔로사우루스의 갈비뼈는 익룡과 샤스타사우루스과의 도르소발식 관절을 공유하며 O. 울피는 익룡과 같은 취소골 구조를 가지고 있는 것으로 나타났으나 이는 여러 다른 수생종에서 흔히 볼 수 있다. 이크티오사우루스 안에 옴팔로사우루스를 두는 가장 뚜렷한 특징 중 하나는 이크티오사우루스가 가지고 있는 것으로 알려진 성숙한 치아의 미크로나미트 에나멜을 공유한다는 것이지만 다른 파충류에서는 드물다. 옴팔로사우루스의 배정에서 논란을 일으킨 가장 두드러진 특징은 치아의 배치다. 이빨이 뚜렷한 열을 형성하는 다른 익룡과는 달리 옴팔로사우루스 이빨은 불규칙한 포장도로를 형성한다. 게다가 다른 익룡들은 서로 직각으로 최대 갈기 표면을 가지고 있지 않다. 옴팔로사우루스의 치관은 다른 듀로파거스 이크티오사우루스보다 낮고 불규칙하며 에나멜은 일반적으로 이크티오사우루스의 전형적인 세로 주름보다는 오렌지색 피질의 질감을 가진 표면을 가지고 있다. 옴팔로사우루스는 또한 속이 빈 갈비뼈와 상완골의 굴곡이 두드러져 다른 익룡에서는 찾아볼 수 없는 독특한 특징이다.

## 같이 보기
- 파충류
- 중생대
- 트라이아스기
- 어룡
- 화석